# Carl Honorè
Carl Honoré (...) è uno scrittore e giornalista canadese, autore del best seller internazionale "Elogio della lentezza" pubblicato nel 2004.

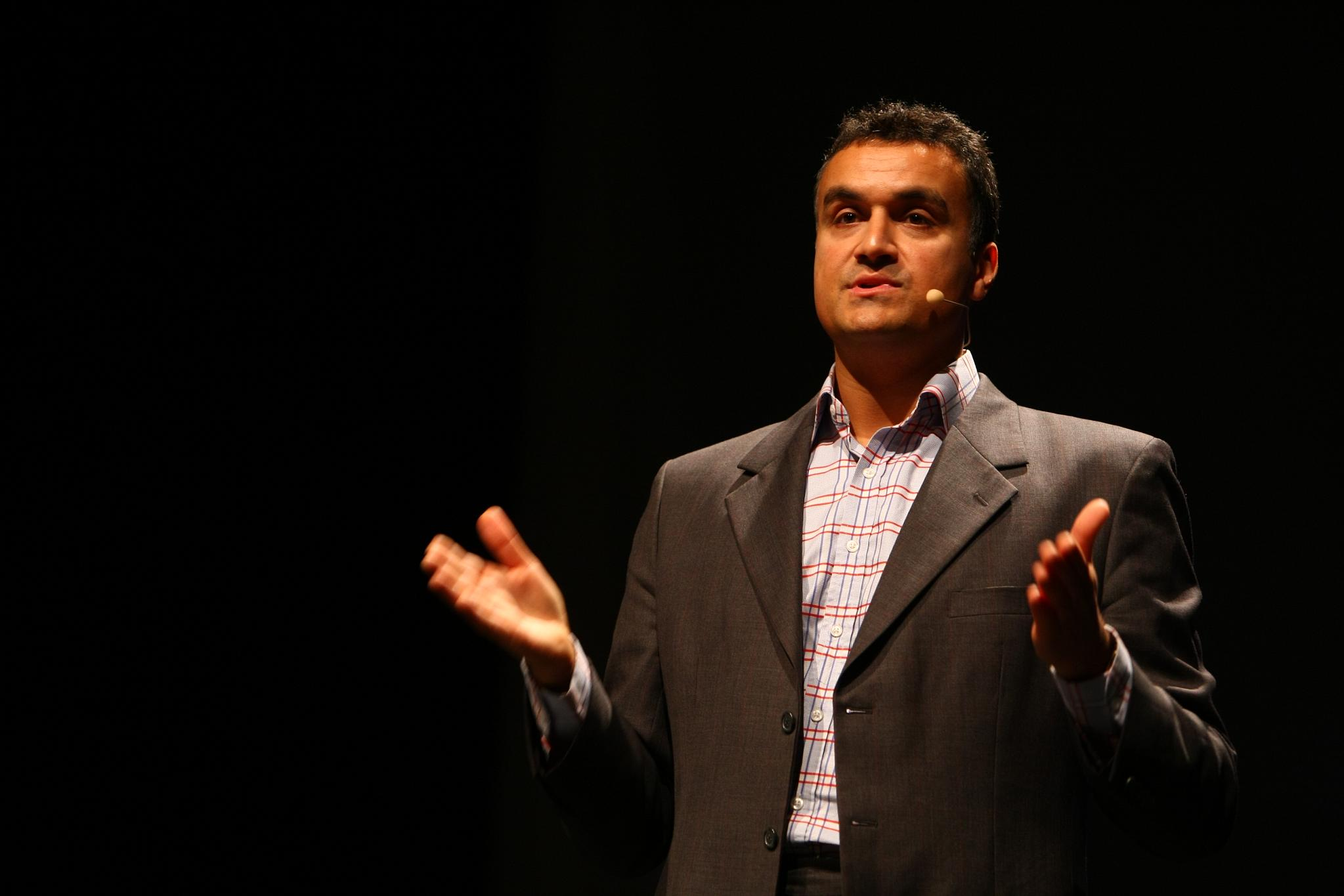

Nel 2008 ha pubblicato un nuovo libro "Genitori slow. Educare senza stress con la filosofia della lentezza", che promuove una tecnica più rilassata per crescere ed educare i figli.
Honorè è nato in Scozia ma ritiene Edmonton sua città natale. Dopo la laurea presso l'Università di Edimburgo con una laurea in storia e italiano, ha lavorato con i "bambini di strada" brasiliani che lo hanno ispirato a diventare giornalista. Dal 1991 ha lavorato per tre anni come corrispondente da Buenos Aires. Il suo lavoro è apparso su testate quale l'Economist, l'Observer, l'American Way, National Post, Globe and Mail, Houston Chronicle, e il Miami Herald. Attualmente vive e lavora a Londra con la moglie e i due figli.